# 田中しょう
田中 しょう（たなか しょう、1955年2月20日 - ）は、日本の4コマ漫画家。長野県佐久市出身。本名は田中省三。長野県岩村田高等学校卒業、千代田デザイナー学院中退。

## 経歴
牧野圭一のプロダクションに所属後、1979年に葉月シモン名義の「ハート泥棒レビアン」で『週刊マーガレット』の新人賞に佳作入選。デビュー作となる。
その後『週刊マーガレット』誌上に作品が掲載され、短編集としてコミックス化もされたが少女漫画家としての活動を休止。田中しょうにペンネームを変え1983年より4コマ漫画を描くようになる（その当時の別ペンネームに駒場峻がある）。作風も大きく変わり、植田まさしの絵柄に類似した作風と植田の需要を補完する「植田まさしフォロワー」作家の第一人者として、長きにわたり活躍することとなっていった。植田本人とも面識があり、牧野圭一の弟子で少女漫画のキャリアもあることから「私よりずっと画がうまい。線がちゃんと引けていてブレない」と認められている。
4コマ漫画家に転身してからは『あさかぜ君』『ばんだい君』などヒットを飛ばし、2000年以降は複数の地方紙で『あんずちゃん』を連載している。
4コマ漫画誌の主力として長らく活躍してきたが、4コマ漫画界全体の世代交代の波に押され、2009年末から2010年始めにかけて4コマ漫画誌に連載中の作品の終了が相次ぐこととなり、2010年3月号の『あさかぜ君』の終了をもって4コマ漫画誌から撤退した。
- 2010年12月より毎月アンドロイドマーケット、アップストアにて「あんずちゃん傑作選」を公開している。

## 主な作品
- ミス孫悟空（読売新聞水曜版、1980年代前半）
- まんるい君（まんがスポーツ、1980年代）
- セッカチくん（漫画アクション、1980年代）
- ちゃっかりくん（竹書房）
- バンカーくん（フロム出版）
- おかわりドクターズ（アクションコミックス）
- おまつり源さん（ベルコミックス）
- あさかぜ君（まんがタイム〈1985年2月号 - 2010年3月号〉、まんがタイムオリジナル〈終了〉）
- おシャレばあちゃん（まんがタイムジャンボ〈終了〉）
- みぞれちゃん（まんがタイムファミリー〈終了〉[3]） ※『みぞれちゃん、ハイ！』からの改題
- ばんだい君（まんがタイムファミリー〈 - 2010年1月号〉、まんがホーム〈 - 2007年4月号〉）
- サラリーマン金四郎（週刊漫画TIMES〈 - 2010年3月6日発売分〉）
- ポッキーくん（まんがライフ〈 - 1997年〉）
- がんばる父さん（まんがライフオリジナル〈 - 2009年12月号〉） ※『はっさくくん』からの改題
- あんずちゃん（2000年 - 、信濃毎日新聞、山形新聞、日刊県民福井、南日本新聞他十数紙で連載。一部地域はカラー掲載） ※中国新聞、河北新報では2007年6月末で、新潟日報は2007年7月末で打ち切り。いずれも『ちびまる子ちゃん』（さくらももこ）へ切り替えのため。沖縄タイムスでは2012年12月末で打ち切り。京都新聞は2014年3月末で打ち切り。
- きよみやくん（北海道新聞〈2018年 -〉）

### 葉月シモン名義
- 裸足でシーサイド・ラブ（マーガレット・レインボー・コミックス全1巻）デビュー作「ハート泥棒レビアン」も収録
- 時越峠（マーガレット・レインボー・コミックス全1巻）
- うごめく闇（マーガレット・レインボー・コミックス全1巻）

## あさかぜ君
4コマ漫画雑誌で連載されていた漫画の代表作。都会でフリーター生活を送る青年とその近所の住人の日常を描く。
あさかぜ笑介
主人公。ボサボサ頭が特徴で、人呼んで「下町の若大将」。ドジでおっちょこちょいだがどこか憎めない所もある。
田舎から都会へ出てアパートで一人暮らししつつ、アルバイトを渡り歩いて生活している。
一人称は「オイラ」。あまりもてるタイプではない。失恋することが多く、その時は「寄席」で癒している。
荒川くん
あさかぜの親友にしてフリーター仲間で、突っ込み担当。作中では比較的常識人にあたる。豚鼻と角刈り頭が特徴。
あさかぜの自宅（アパートの小部屋）に出入りし、あさかぜがなぜ失恋するか指摘（忠告）することもある。
よしこちゃん
あさかぜの片思い相手。作中のヒロイン。ポニーテールの髪型が特徴。
あさかぜとデートすることもあるが、友達以上恋人未満の関係。
近所の老夫婦
あさかぜと親しい老夫婦。近所の住人からは「ご隠居さん」と呼ばれている。
何かとあさかぜに世話をかける。
あさかぜの両親
あさかぜの故郷に住む両親で酒屋を営む。出番は少ないが、あさかぜは時折実家に帰って酒屋の手伝いをしたりもする。

## ばんだい君
4コマ漫画雑誌で連載されていた漫画の一つ。とある銭湯を営む一家の日常を描く。屋号「あいづ湯」の家族の名前は浴室関係の名称に因んでおり、なおかつ会津磐梯山と銭湯の番台を捩っている。
番台三助（ばんだい さんすけ）
主人公で、「ばんだい君」当人。温泉マークの湯気のように三本の髪の毛が上に向いている。
番台家の長男。大学受験に失敗して家業の銭湯仕事に従事している傍ら、自動車教習所にも通っているらしい。名前の由来は背中流し役の三助。
番台さうな（ばんだい さうな）
三助の妹。もてるらしく、交際相手に欠かしたことはない。名前の由来はサウナ。
番台長湯（ばんだい ながゆ）
三助・さうなの父。あいづ湯の主人。名前の由来は長く湯につかることを意味する長湯。
番台船子（ばんだい ふねこ）
三助・さうなの母。長湯の妻。名前の「船」は湯船に由来。
番台・祖父母（ばんだい そふぼ）
三助・さうなの祖父母で、長湯の両親。
祖父の出番が多く、三助たちの相方のような形になっている。
祖父は連載中期以降台詞を発しなくなっていく。

## きよみやくん
北海道新聞で連載されている漫画。王貞治を超えるために野球を続ける青年とチームメイトたちの日常を描く。
清宮幸太郎
主人公。高卒一年目で7本塁打を放つなど大器の片鱗を見せつけた。
意外ともてるタイプである。
栗山監督
清宮の所属チーム（北海道日本ハムファイターズがモデル）の監督、突っ込み担当。作中では比較的変わり者として扱われる。
清宮幸太郎の家（アパートの小部屋）に出入りし、清宮に選手としての心構えを指摘（忠告）することもある。
杉谷ひかる
清宮の片思い相手。作中のヒロイン。
清宮とデートすることもある。
斎藤佑樹
清宮と親しい友人。
何かと、清宮に世話をかける。
清宮の両親
清宮の故郷に住む両親。球団交渉時には清宮幸太郎とともに出席。出番は少ない。